# Pisco (drank)

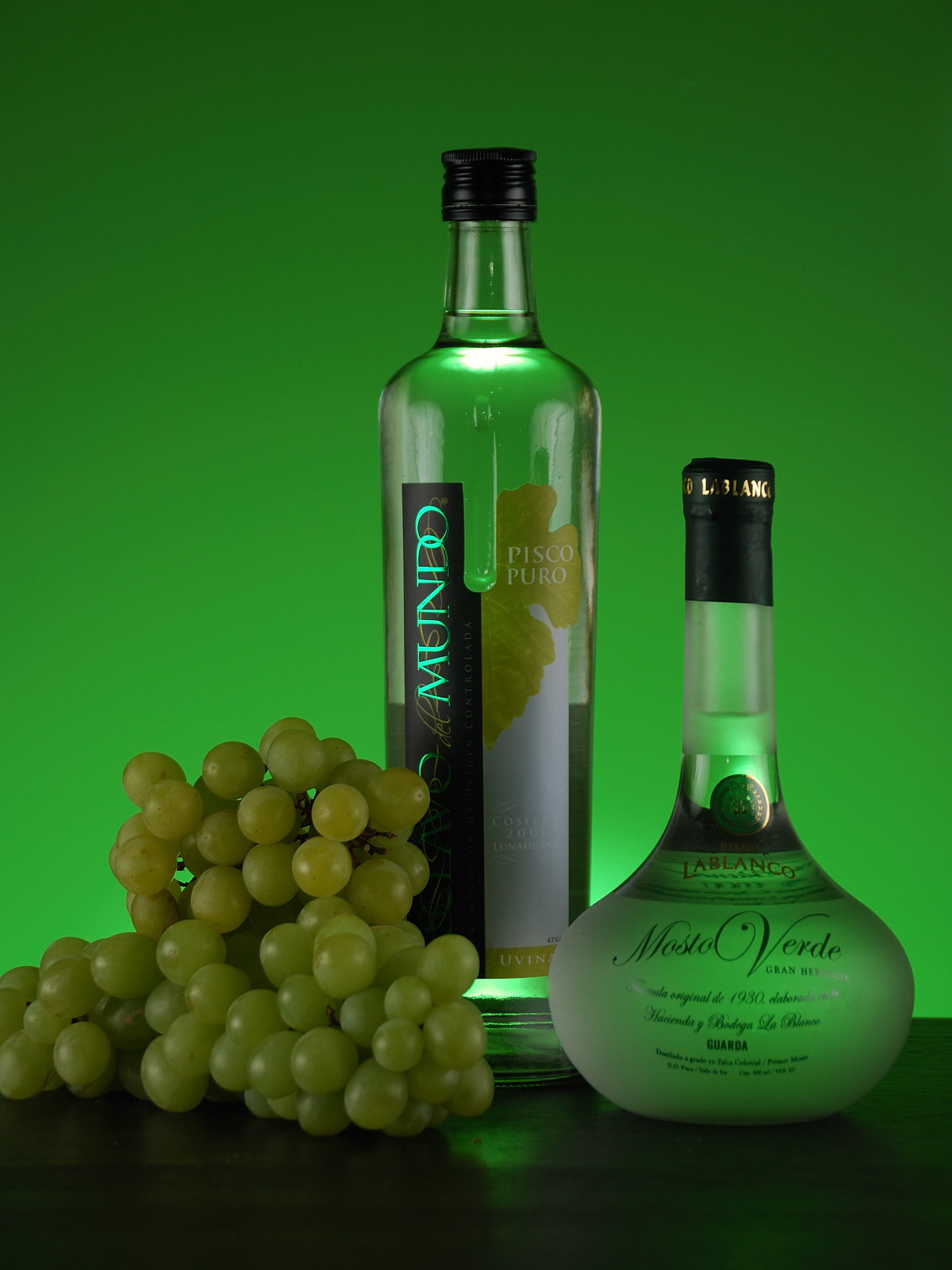
Peruaanse pisco

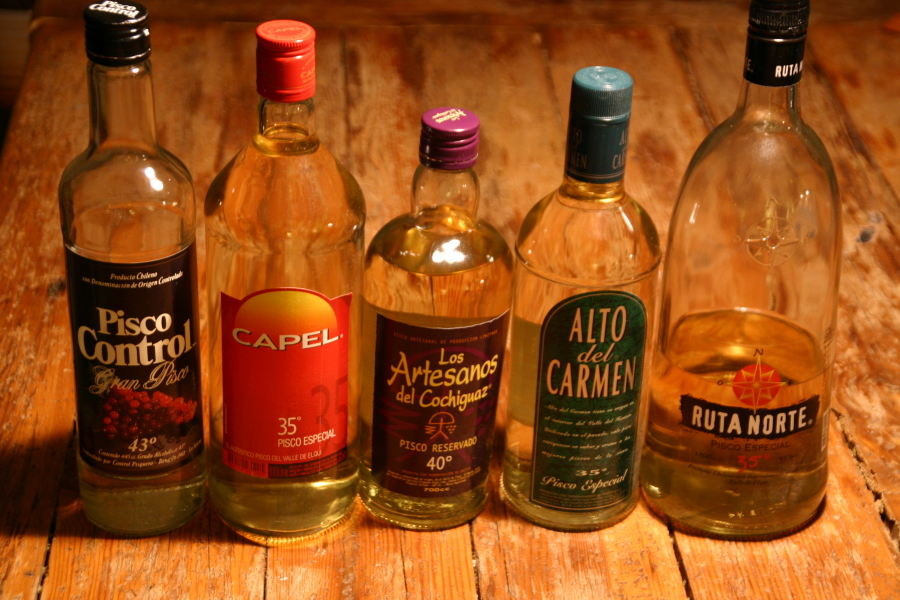
Chileense pisco

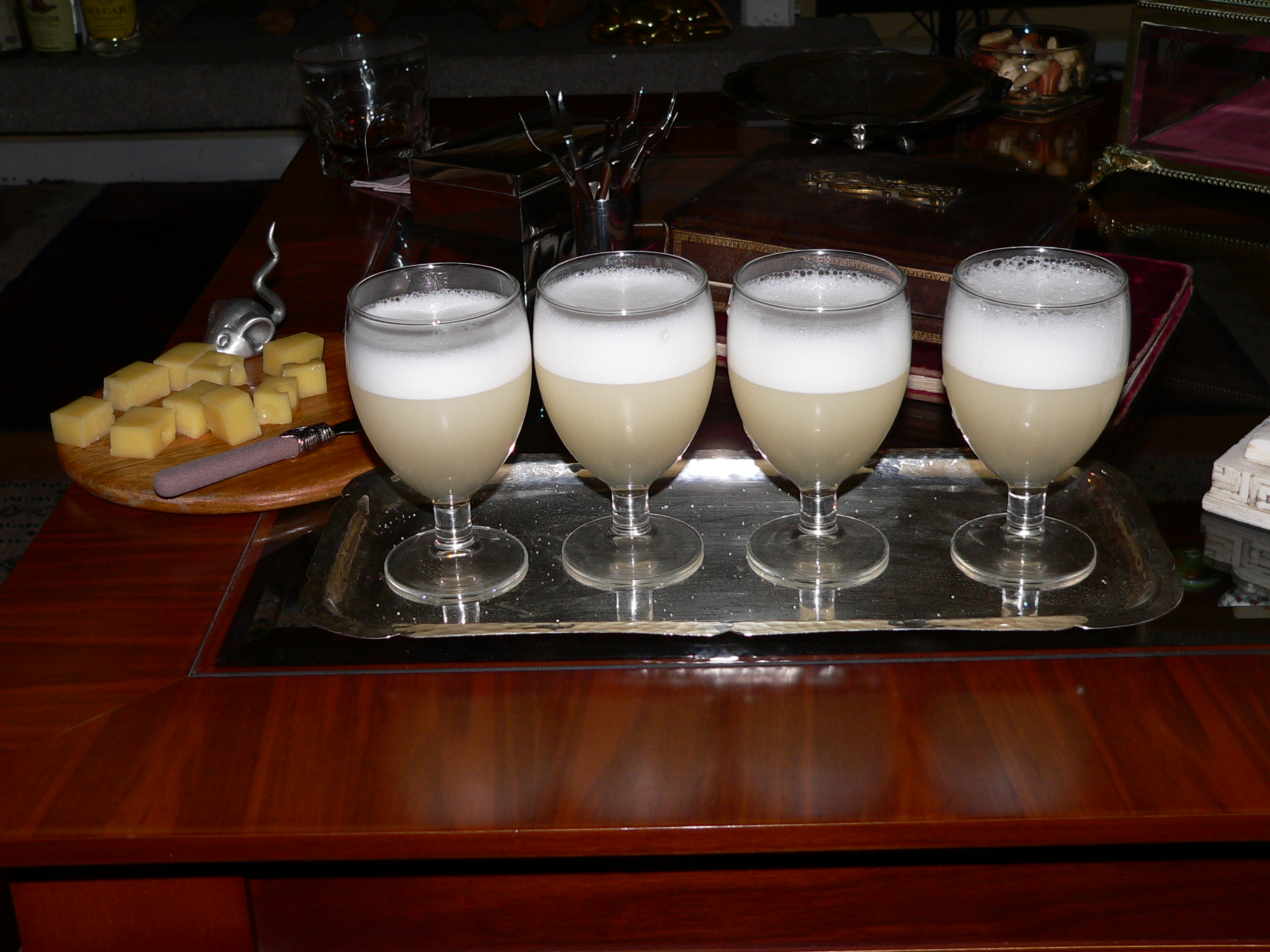
Pisco sour

Pisco is een sterkedrank die wordt gedestilleerd uit druiven. De drank wordt gedronken in Peru en Chili. Peruaanse en Chileense producenten zijn verwikkeld in een langdurige juridische strijd om het recht de drank onder de naam 'pisco' te produceren. In tegenstelling tot bijvoorbeeld cognac heeft pisco geen beschermde origine. Het is dus niet met zekerheid te zeggen waar pisco oorspronkelijk vandaan komt. De stad Pisco en de provincie Pisco liggen in Peru. In de Valle de Elqui in Chili ligt een dorp dat ook Pisco heet. De oorspronkelijke naam van dit dorp was echter Las Gredas. Later werd dit gewijzigd in La Unión en in 1936 werd de naam Pisco Elqui om de Chileense claim op de naam Pisco kracht bij te zetten. Feit is dat de Spanjaarden druiven meebrachten naar hun kolonies in Zuid-Amerika om daar wijn van te maken voor hun kerkelijke ceremonies.
In Peru wordt de drank vaak geserveerd als een cocktail genaamd pisco sour. Deze drank bevat naast pisco geklopt eiwit, rietsuikerstroop, gebroken ijsblokjes en veel limoen- of citroensap. Daarnaast bestaat nog een aantal iets minder bekende cocktails waaronder 'mango sour'.
De Peruaanse pisco wordt gemaakt van de quebranta- of Italiadruif, vooral in de regio's Ica en Moquegua. Tijdens het destillatieproces wordt geen andere substantie toegevoegd. De Chileense pisco wordt meestal gemaakt van de muskaatdruif die in de regio's Atacama en Coquimbo verbouwd wordt. Omdat Peru noordelijker ligt en minder zon krijgt, zijn de Peruaanse druiven minder zoet en voegen de Peruaanse producenten suiker toe om het alcoholgehalte omhoog te brengen. Chileense producenten lengen de drank tijdens het destillatieproces regelmatig aan met gedemineraliseerd water, waardoor de Chileense pisco over het algemeen weliswaar goedkoper is dan de Peruaanse, maar daardoor ook van mindere kwaliteit. Met het toenemen van de internationale populariteit neemt echter ook de kwaliteit van de Chileense pisco toe. Zo is nu ook 'extra añejado' pisco te krijgen die (volgens de destillatieregels voor pisco) maximaal drie jaar op eikenhouten vaten heeft gerijpt. Hierdoor heeft deze pisco een wat mildere, maar tegelijk complexere smaak dan de 'normale' pisco. Deze is dan ook anders en bedoeld om puur te drinken, terwijl de normale pisco breder geschikt is, bijvoorbeeld ook om 'pisco sour' en andere cocktails van te maken.
Het woord 'pisco' is afkomstig uit het Quechua waar het de naam van een vogel is (pisku, phishgo, pichiu of pisccu, in het moderne Quechua-alfabet: pisqu'). De vallei waar deze vogel veel voorkwam is tegenwoordig de Pisco-vallei in Peru. De bewoners van deze vallei werden 'piskos' (enkelvoud: 'pisko') genoemd. De piskos waren goede pottenbakkers en ze maakten onder andere potten waarin drank werd opgeslagen, die eveneens 'piskos' werden genoemd. Uiteindelijk kreeg de drank in de potten dezelfde naam als de potten en hun makers: pisco.
De oudste tekst over gedestilleerde druivenwijn in Peru dateert uit 1613. In het testament van 'Pedro Manuel de Griek' wordt melding gemaakt van dertig kannen druivenbrandewijn, van een ton met hetzelfde vocht en van de werktuigen waarmee pisco gemaakt wordt. Vanuit de Peruaanse havenstad Pisco werd de drank naar alle Spaanse kolonies verscheept.